# Arte nell'età di Gallieno

Ritratto di Gallieno, Museo delle Terme, Roma

L'arte nell'età di Gallieno è la produzione artistica dell'Impero romano verso la metà del III secolo, quando la figura dell'imperatore Gallieno (al potere dal 253 al 268) riuscì a imporre alcune novità nei contenuti e nelle forme artistiche. Sotto quest'epoca si può includere anche la produzione del periodo successivo dell'anarchia militare fino al 284-285, priva di importanti novità, dopodiché si entrò nel periodo di Diocleziano e della tetrarchia. 

## Contesto storico
Gallieno era figlio dell'imperatore Valeriano, col quale regnò come coreggente dalla sua ascesa al trono (253). Con la cattura e la prigionia di Valeriano (260), sconfitto dal sovrano sasanide Sapore I, Gallieno rimase l'unico imperatore. 
Al tempo di Gallieno, la cultura subì la profonda influenza delle filosofie neoplatoniche, diffuse nell'aristocrazia pagana di Roma: lo stesso imperatore era amico di Plotino. Si diffusero così tendenze verso il trascendentale, rivestito da forme filosofiche (anziché religiose, come nelle classi inferiori col mitraismo e, almeno in questo periodo, il Cristianesimo). I suoi interessi verso la poesia, le pratiche intellettuali e spirituali, oltre all'amore per il lusso sfarzoso (come dimostrano le celebrazioni per il suo decennale) e la vita mollemente agiata produssero un riflesso anche nella produzione artistica.

## Scultura

Sarcofago cosiddetto di Plotino, con dissertazione tra filosofi e Muse

Tra i vari ritratti dell'imperatore sono particolarmente significativi della società dell'epoca quelli con lo sguardo rivolto al cielo, in una sorta di ispirazione divina ripresa dal ritratto di Alessandro Magno e dalla ritrattistica ellenistica. Di poco posteriori sono invece i quattro ritratti degli Imperatori illirici di Brescia.
In opposizione al dominante gusto "barocco" proveniente dall'Asia Minore, Gallieno impose una ripresa del plasticismo più classicheggiante, volendosi riallacciare al neoatticismo augusteo. Ma ciò riguardò il solo ambiente di corte, né si trattò di una "rinascenza", in quanto non innescò una vera e propria riflessione da parte degli artisti circa la maniera di fare arte. Inoltre, i modi classici erano ormai svuotati di contenuto e nel particolare clima di quel secolo i risultati furono spesso disegnativi, svuotati da un reale volume in favore di un gioco di linee più superficiale e stilizzato, ammantato di maggiori contenuti simbolici.
Risalgono a questa epoca alcuni dei sarcofagi più caratteristici del III secolo, come il sarcofago dei Fratelli, forse appartenuto a un console (Napoli, Museo archeologico nazionale, collezione Farnese n. 6603), quello del centurione Lucius Publius Peregrinus, con filosofi e muse, il sarcofago di Iulius Achilleus (Museo delle Terme, n. 125802), con greggi e pastori in uno sfondo accidentato circondati da leoni che sbranano cerbiatti, e il cosiddetto sarcofago di Plotino, con una scena di dissertazione filosofica. 
Gli accenti più aulici vengono affiancati sempre più spesso da opere in stile popolare, come nel sarcofago dell'Annona (del tempo di Aureliano, 270-275), con la raffigurazione simbolica del commercio e la distribuzione del grano; in questi rilievi la coppia di sposi al centro sembra dare uno dei ritratti più dolorosi ed espressivi di questi tempi.

## Architettura
L'opera più importante costruita a Roma in questo periodo sono le mura aureliane, sintomo di come ormai non si ritenesse più sicura nemmeno la capitale. Pur con le inevitabili aggiunte, restauri e occasionali manomissioni, sono tutt'oggi la cerchia che delimita il centro storico della città di qua dal Tevere, confine urbano fino all'epoca moderna.
Sappiamo inoltre che Gallieno, prima di lui, aveva concepito il grandioso progetto di erigere una statua colossale di se stesso in veste di Sol Invictus, mai portata a termine, sulla sommità del colle Esquilino, all'interno degli Horti Liciniani, di sua proprietà.
(Historia Augusta, Due Gallieni, 18, 3-4.)

## Pittura

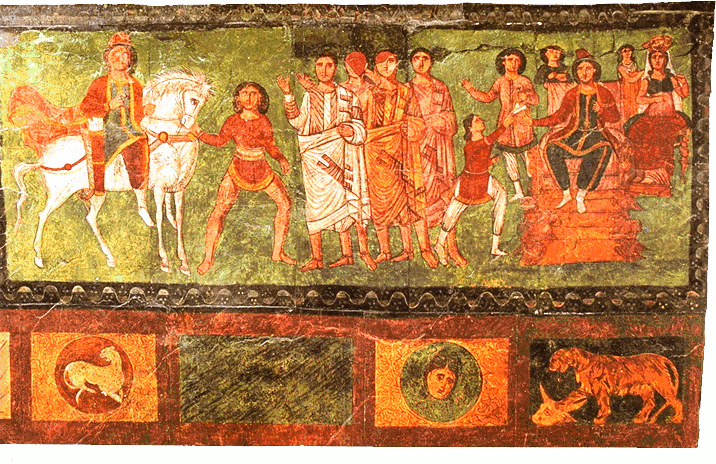
Affreschi della sinagoga di Dura Europos

Le attribuzioni su base stilistica dei ritratti del Fayum ai periodi successivi all'età severiana, sono più che mai incerte, a causa della nascita in Egitto di uno stile più autonomo, impossibile quindi da confrontare con opere datate di altre parti dell'impero. 
Alcune pitture, come quelle del sacrario di Luxor, confermano invece come nella pittura ufficiale, almeno nelle province orientali, si mantenesse la tradizione legata all'arte ellenistica. Altre tracce sono le ricostruzioni di cicli pittorici del III secolo fatte a partire da alcune miniature eseguite tra la fine del V e l'inizio del VI secolo, come le complesse raffigurazioni di battaglie dell'Iliade Ambrosiana. Dopotutto proprio alla metà del III secolo si passò nella scrittura dei testi dal rotulo di papiro al codice pergamenaceo, con una più facile recezione dei modelli parietali nelle illustrazioni.
Alla seconda metà del III secolo risalgono le pitture dell'Ipogeo degli Aureli, sul viale Manzoni a Roma, dove coesistono figure classicheggianti a pitture con piccole figure entro schemi narrativi, create con rapide pennellate. Pare che il soggetto della raffigurazione sia da mettere in relazione con lo gnosticismo, seppure tardo. 
Grande importanza rivestono le pitture del mitreo e, soprattutto, della sinagoga di Dura Europos, in Siria, con scene del Vecchio Testamento che sono le più antiche illustrazioni conosciute di scene bibliche, nel generale divieto della religione ebraica di rappresentare esseri animati. Questo strappo alla regola ha fatto supporre dunque che le successive iconografie bibliche cristiane non fossero una creazione ex novo, ma potessero essere basate su iconografie giudaiche precedenti. Alcune caratteristiche delle pitture di Dura Europos in effetti sembrano anticipare, di oltre due secoli, la pittura tardoantica prebizantina.